# قضية الخليفة للطيران (الجزائر)
قضية الخليفة للطيران. هي قضية فساد بالجزائر تتعلق بشركة الخطوط الجوية الخليفة المتورط الأساسي هو رجل الأعمال عبد المؤمن رفيق خليفة و10 متهمين فارين، بينهم وزير سابق ومحافظ البنك المركزي السابق، وياسمين كيرمان، ابنة الوزير السابق عبد النور كيرمان، وعدة فوداد، مدير مدرسة تكوين أعوان الشرطة سابقا، ومزيان إيغيل علي مدرب سابق لمنتخب كرة القدم. وتمت تبرئة ساحة نحو 50 متهما مما نسب إليهم، بينهم أيضا عدد كبير من المسؤولين في مؤسسات عمومية، وهيئات حكومية، إلى جانب موظفين صغار ومقاولين وتجار، ارتبطت أسماؤهم بالقضية.